# Katghora
Katghora är en ort i Indien.   Den ligger i distriktet Korba och delstaten Chhattisgarh, i den centrala delen av landet, 900 km sydost om huvudstaden New Delhi. Katghora ligger 325 meter över havet och antalet invånare är 20 113.
Terrängen runt Katghora är platt åt sydost, men åt nordväst är den kuperad. Runt Katghora är det glesbefolkat, med 10 invånare per kvadratkilometer. Det finns inga andra samhällen i närheten. Trakten runt Katghora består till största delen av jordbruksmark.